# Gō Soeda
Gō Soeda (添田 豪?, Soeda Gō; Kanagawa, 5 settembre 1984) è un allenatore di tennis ed ex tennista giapponese.
Il suo miglior ranking ATP in singolare è il 47º raggiunto nel luglio 2012. Attivo in prevalenza nel circuito Challenger, nel quale ha vinto 18 tornei di singolare e uno di doppio, ha disputato anche due semifinali nel circuito maggiore nel 2012. Nel 2005 ha debuttato nella squadra giapponese di Coppa Davis, della quale è diventato capitano non giocatore nel 2022.

## Carriera da giocatore

### Juniores
Gō Soeda gioca a tennis dall'età di quattro anni. Tra l'aprile 1998 e il dicembre 2002 prende parte ai tornei dell'ITF Junior Circuit e vince un solo titolo in singolare, un Grade 2 disputato in Malesia nel febbraio 2002. Il risultato più significativo è la finale del Grade A di Osaka, persa contro Gyorgy Balazs nell'ottobre 2002. Quello stesso anno raggiunge i suoi migliori ranking di categoria, il 20º in singolare in dicembre e il 43º in doppio in settembre.

### 2001-2005, primi titoli ITF e debutto in Coppa Davis
Debutta tra i professionisti nel settembre 2001 con una vittoria nel torneo ITF Japan F6 di Kashiwa e disputa diversi tornei nella parte finale della stagione. Inizia a giocare in pianta stabile tra i professionisti nel marzo 2003, quando debutta nell'ATP Challenger Tour perdendo al primo turno del torneo di Kyoto. Nei primi anni fatica a emergere il 24 ottobre 2004 alza il suo primo titolo da professionista vincendo il torneo di doppio all'ITF USA F29. Disputa la prima finale ITF in singolare nel maggio 2005 al torneo Japan F3 di Shizuoka e nel luglio successivo vince il titolo del Japan F8 sconfiggendo nella finale Rubin Statham per 6-4, 6-3. Subito dopo fa il suo esordio in Coppa Davis nella sfida vinta 4-1 dal Giappone contro la Thailandia, viene schierato in singolare a risultato acquisito e fissa il risultato finale sconfiggendo in due set Sanchai Ratiwatana. In settembre debutta anche nell'ATP Tour perdendo al primo turno alla Città di Ho Chi Minh, ma riesce nell'impresa di strappare un set al nº 10 del mondo Mariano Puerta. In dicembre vince il suo secondo titolo in singolare all'ITF Sri Lanka F2.

### 2006-2007, primi titoli Challenger, top 200 del ranking
Nel luglio 2006 gioca la sua prima finale Challenger ad Aptos e viene sconfitto da Alex Kuznetsov con il punteggio di 1-6, 6-7. Quell'anno diventa il numero 1 giapponese nel ranking ATP e in novembre raggiunge la 179ª posizione. Durante la stagione fa le sue prime esperienze nei tornei del Grande Slam, venendo eliminato nelle qualificazioni di Australian Open, Wimbledon e US Open. L'esordio in una prova dello Slam avviene nel gennaio 2007 all'Australian Open, e viene eliminato al primo turno. Sfiora la qualificazione a Wimbledon, perdendo al quinto set nell'incontro decisivo. Vince il primo titolo Challenger il 18 agosto 2007, superando per 6-4, 6-2 Eduardo Schwank nella finale di Manta. Il successivo 25 novembre vince il titolo in doppio al Challenger di Yokohama. Nel 2007 disputa inoltre un'altra finale Challenger e vince un titolo in singolare.

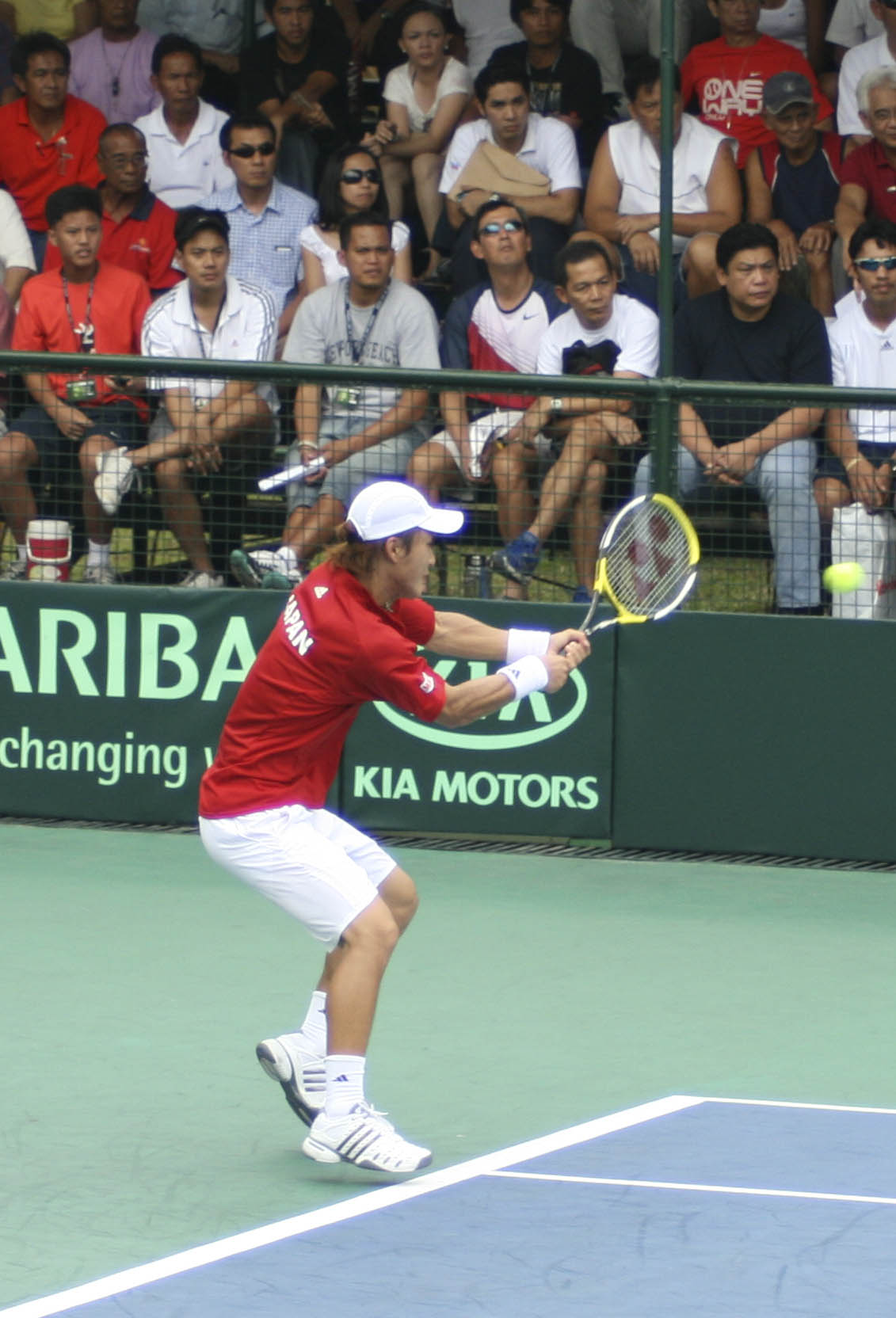
Soeda nel 2008

### 2008-2009, 5 titoli Challenger, nº 106 ATP e successiva discesa nel ranking
Nel marzo 2008 sconfigge Matthias Bachinger nella finale del Challenger di Kyoto. In settembre vince per la prima volta un incontro nel tabellone principale di un torneo ATP a Pechino e al secondo turno il nº 3 del mondo Fernando González deve ricorrere al terzo set per sconfiggerlo. Vince in stagione altri 3 titoli Challenger a Pusan, Nuova Delhi e in novembre a Toyota, chiudendo il 2008 con il nuovo best ranking in 114ª posizione. Nel frattempo si è imposto all'attenzione mondiale il connazionale Kei Nishikori, che nel corso della stagione diventa il nuovo nº 1 giapponese relegando Soeda al nº 2. Non conferma i buoni risultati l'anno successivo, entra nei tabelloni principali ATP solo a Chennai, Indianapolis e Tokyo, uscendo sempre al primo turno; a Tokyo raggiunge i quarti nel torneo di doppio in coppia con Nishikori. Nel circuito Challenger vince solo il titolo in singolare a Tiburon. Nel ranking ATP sale in marzo alla 106ª posizione ma la crisi di risultati lo porta in novembre alla 242ª.

### 2010-2011, 3 titoli Challenger e top 100
Inizia la stagione 2010 affidandosi alle cure del coach Davide Sanguinetti. Risale la classifica grazie a due titoli vinti tra marzo e aprile nel circuito ITF, al Challenger vinto a Manta in maggio e ad altri buoni piazzamenti nei Challenger, tra cui la finale raggiunta a Nottingham. In giugno supera per la prima volta le qualificazioni a Wimbledon e viene eliminato al primo turno. Il mese dopo vince a Newport il suo secondo incontro in un torneo ATP sconfiggendo il nº 92 ATP Taylor Dent ed esce di scena al secondo turno per mano di Brian Dabul. In settembre raggiunge la posizione nº 104 del ranking e chiude la stagione in 120ª. In ottobre, di nuovo con Nishikori, era tornato a giocare nei quarti del torneo di doppio a Tokyo. All'inizio del 2011 sconfigge il nº 93 ATP Rainer Schüttler all'ATP di Johannesburg e viene eliminato al secondo turno da Karol Beck. In aprile fa il suo ingresso nella top 100 dopo il titolo conquistato al Challenger di Pingguo a fine marzo, ma subito perde posizioni. In maggio fa il suo esordio nel tabellone principale del Roland Garros e al primo turno viene sconfitto in 3 set da Michail Južnyj. Esce al primo turno anche a Wimbledon dopo aver superato le qualificazioni. Il 31 luglio vince il Wuhai Challenger e il mese successivo supera per la prima volta le qualificazioni agli US Open, perdendo poi al primo turno. A fine settembre raggiunge per la prima volta i quarti di finale in un torneo ATP a Bangkok; dopo aver passato le qualifiche, nel main draw sconfigge Karol Beck e Tobias Kamke prima di arrendersi a Donald Young. Durante la stagione contribuisce con 5 vittorie e 0 sconfitte al ritorno del Giappone nel Gruppo Mondiale di Davis.

### 2012, 2 semifinali ATP, 2 titoli Challenger e top 50
In gennaio raggiunge la sua prima semifinale ATP a Chennai partendo dalle qualificazioni. Nel tabellone principale sconfigge nell'ordine Frederico Gil, il nº 36 Ivan Dodig e nei quarti ottiene una delle sue vittorie più prestigiose eliminando in due set il campione uscente e nº 17 del mondo Stan Wawrinka. L'accesso alla finale gli viene negato dal nº 9 ATP Janko Tipsarević, che gli concede 5 soli game, e a fine torneo rientra nella top 100. Nel periodo che segue non supera le qualifiche all'Australian Open e si aggiudica l'Honolulu Challenger. In febbraio batte di nuovo Dodig nel primo singolare del primo turno di Coppa Davis contro la Croazia, e perde l'incontro decisivo contro Ivo Karlović che sancisce la sconfitta del Giappone per 3-2. Continua a salire in classifica con una semifinale Challenger, confermandosi campione a Pingguo e vincendo il titolo nel Challenger di Kaohsiung. Partecipa alla World Team Cup, nella quale il Giappone viene eliminato nel round robin, e supera il nº 29 ATP Andy Roddick dopo le due sconfitte subite contro Tomáš Berdych e Carlos Berlocq.
Supera per la prima volta il primo turno a Wimbledon e viene sconfitto in 4 set al secondo da Juan Martín del Potro. In luglio raggiunge la semifinale anche ad Atlanta, grazie alla vittoria a sorpresa nei quarti sul nº 19 ATP Nishikori, e viene eliminato da Gilles Müller. Con questo risultato si porta in 47ª posizione, che rimarrà il suo best ranking in carriera. Subito dopo Soeda fa il suo esordio olimpico assoluto ai Giochi di Londra e viene eliminato al primo turno sia in singolare che in doppio; gioca il doppio con Nishikori e perdono contro Federer / Wawrinka al terzo set dopo aver vinto il primo. Eliminato al primo turno anche agli US Open, allo spareggio del Gruppo Mondiale di Davis perso 3-2 a Tokyo contro Israele, vince il primo incontro contro Dudi Sela e perde di nuovo quello decisivo contro Amir Weintraub. Degli 8 incontri di fine stagione ne vince solo 2 e termina il 2012 in 60ª posizione.

### 2013-2014, 4 titoli Challenger

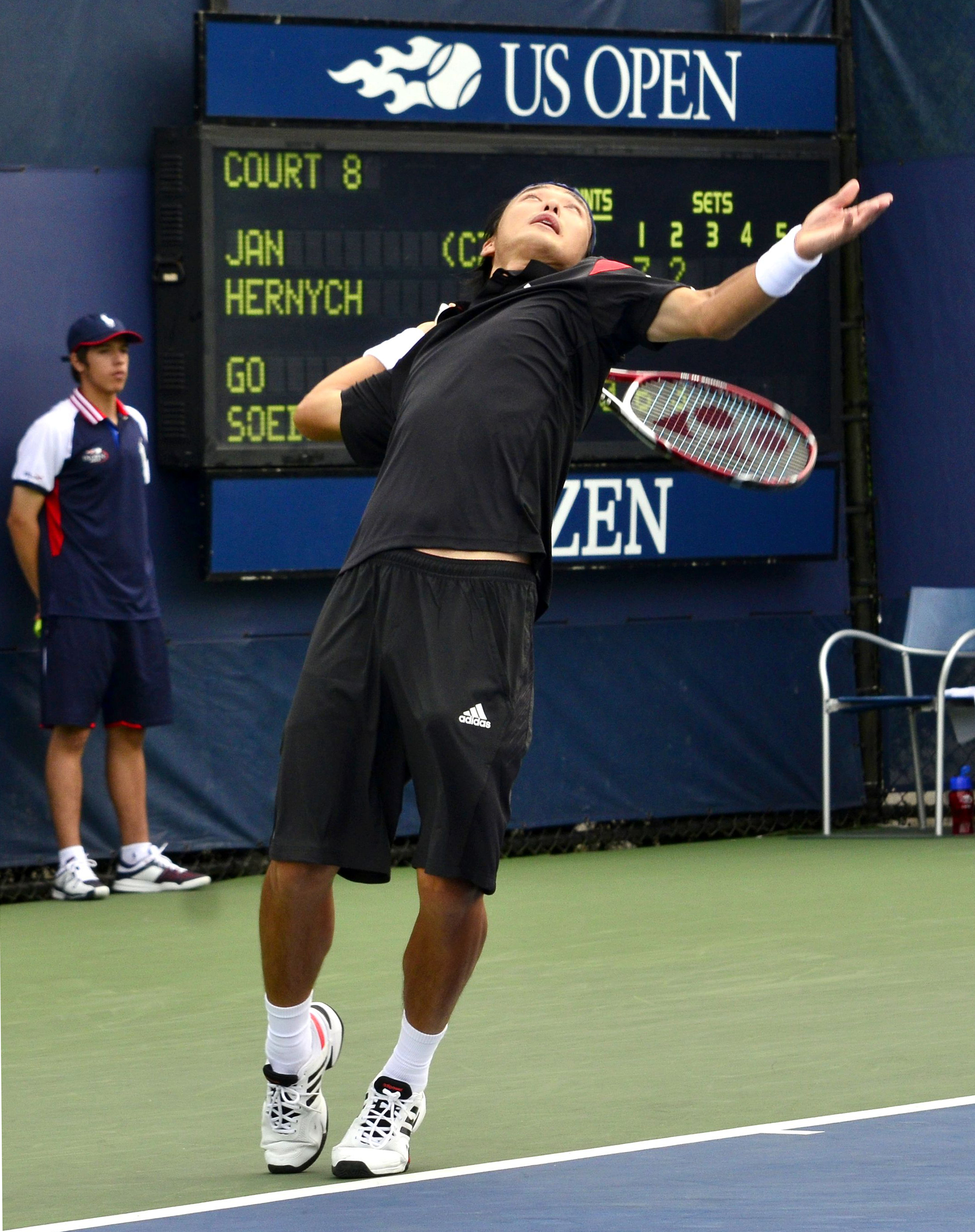
Soeda durante le qualificazioni degli US Open 2013

Come l'anno precedente viene eliminato da Tipsarevic all'esordio stagionale di Chennai, questa volta nei quarti, e resterà il suo miglior risultato stagionale nei tornei ATP. All'Australian Open viene eliminato al secondo turno da Jo-Wilfried Tsonga. A fine gennaio si conferma campione al Challenger di Honolulu sconfiggendo in finale in due set Miša Zverev. Nei successivi 11 tornei supera il primo turno una sola volta e ci riesce nuovamente a Wimbledon, dove al secondo turno si arrende a Richard Gasquet. Perde posizioni nel ranking, in agosto si trova alla 137ª e risale alla 103ª a fine stagione con alcuni discreti risultati tra cui due finali Challenger e le qualifiche ai tabelloni principali di alcuni tornei del circuito maggiore, tra i quali gli US Open, senza superare mai il secondo turno. Nel 2013 retrocede dopo 5 anni al terzo posto nella graduatoria ATP dei tennisti giapponesi. In settembre perde il primo incontro nello spareggio di Coppa Davis contro la Colombia e vince il secondo e decisivo incontro, regalando al Giappone l'accesso al Gruppo Mondiale. A fine anno si interrompe il rapporto continuativo con Sanguinetti, con cui collaborerà saltuariamente negli anni successivi, e per un periodo continua a giocare senza allenatore. Nel 2014 non ottiene risultati di rilievo nelle sue rare apparizioni nel circuito maggiore e rimane concentrato sui tornei Challenger. Dopo l'eliminazione in 3 semifinali, in maggio si aggiudica il titolo a Pusan e si ripete in giugno a Nanchang, battendo in finale rispettivamente Jimmy Wang e Blaž Kavčič. Risale la classifica e in novembre rientra nella top 100 dopo 17 mesi battendo Tatsuma Itō nella finale del Challenger di Toyota.

### 2015-2016, 2 titoli Challenger
All'inizio del 2015 gioca alcuni tornei ATP e raggiunge il secondo turno all'Australian Open, a Zagabria e a Houston. Torna a giocare nei Challenger e in maggio conquista il suo 17º titolo di categoria sconfiggendo l'idolo locale e nº 69 ATP Chung Hyeon a Seul. In luglio torna a disputare i quarti in un torneo ATP ad Atlanta e viene eliminato da Gilles Müller dopo aver sconfitto il nº 74 ATP Alexandr Dolgopolov e il 27 Adrian Mannarino. Tra i risultati di fine stagione spiccano la qualificazione al main draw dello Shanghai Masters e la terza sconfitta su altrettante finali disputate in singolare al Challenger di Yokohama. Nel gennaio 2016 viene sconfitto nella finale del Bangkok Challenger da Michail Južnyj e in febbraio, come l'anno precedente, perde in coppia con Yasutaka Uchiyama la finale di doppio a Kyoto; nel periodo successivo continua a giocare senza troppo profitto nei Challenger fino a luglio, quando vince quello di Winnipeg battendo in finale Blaž Kavčič. Si mantiene a ridosso della top 100 con altre due finali Challenger ed entrando nel main draw all'ATP 500 di Tokyo, dove viene eliminato al primo turno da Fernando Verdasco dopo aver sconfitto nelle qualificazioni Gastão Elias e Vasek Pospisil.

### 2017-2019, 2 finali in singolare e 4 in doppio nei Challenger
In gennaio torna a giocare nel main draw di una prova dello Slam all'Australian Open e viene eliminato al primo turno da Malek Jaziri. Nei Challenger raggiunge in stagione la finale in singolare a Pusan in maggio, perdendo da Pospisil, mentre in doppio disputa le finali a Granby in luglio e a Città di Ho Chi Minh in ottobre. In settembre contribuisce al successo per 3-1 del Giappone sul Brasile nello spareggio per rimanere nel Gruppo Mondiale sconfiggendo Thiago Monteiro. Nel 2018 non entra mai nei tabelloni principali dei tornei ATP e in singolare nel circuito Challenger non va oltre tre semifinali; in novembre esce per la prima volta dalla top 200 dopo 8 anni e 7 mesi. In doppio perde le finali di Kyoto in febbraio e di Kōbe in novembre. Nel maggio 2019 rientra stabilmente nella top 200 grazie a una serie di discreti risultati nei Challenger. In settembre disputa la finale al Challenger di Jinan e a fine mese sconfigge il nº 37 ATP Jan-Lennard Struff al primo turno a Tokyo, ottenendo la sua prima vittoria nel main draw di un torneo ATP 500, e al secondo turno viene eliminato dal nº 1 del mondo Djokovic. In novembre sale alla 120ª posizione del ranking.

### 2020-2021, crisi di risultati e discesa nel ranking
Nel gennaio 2020 prende parte alla prima edizione della ATP Cup e vince entrambi i singolari contro l'uruguayano Martin Cuevas e il georgiano Aleksandre Metreveli; viene invece sconfitto in singolare da Roberto Bautista Agut e in doppio da Pablo Carreño Busta / Rafael Nadal nella sfida con la Spagna, che elimina il Giappone. In febbraio supera le qualificazioni all'ATP 250 di New York ed esce di scena al primo turno. In marzo torna a giocare in Davis dopo 2 anni e mezzo e perde contro Emilio Gómez, con l'Ecuador che si qualifica sconfiggendo per 3-0 il Giappone. Rientra in agosto dopo la lunga pausa del tennis mondiale per la pandemia di COVID-19 ed esce alle qualificazioni sia agli US Open che al Roland Garros. Raggiunge i quarti all'Istanbul Indoor Challenger a inizio gennaio del 2021, e ha quindi inizio una serie di dodici sconfitte consecutive. Coglie alcune altre vittorie nei primi turni dei tabelloni di qualificazione del circuito maggiore, senza mai qualificarsi, e tornerà a vincere alcuni incontri nei tornei Challenger a fine stagione. In settembre esce dalla top 200 e chiude il 2021 al 247º posto mondiale.

### 2022, ritiro
Il momento negativo continua a inizio 2022, con le eliminazioni al primo turno di qualificazione in tre tornei del circuito maggiore, tra cui gli Australian Open, e senza superare il secondo turno nei primi tornei Challenger disputati. Il primo risultato di rilievo è la semifinale raggiunta al Monterrey Challenger in marzo, dopo la quale torna a perdere tutti gli incontri e a giugno scende oltre la 300ª posizione mondiale. A ottobre annuncia il suo ritiro che avviene quello stesso mese al termine dei Campionati nazionali, l'ultimo suo impegno.

## Carriera da allenatore
Nel corso del 2022, prima del ritiro dall'agonismo, Soeda viene nominato capitano non giocatore della squadra giapponese di Coppa Davis.

## Statistiche
Aggiornate a fine carriera.

### Tornei minori

#### Singolare

##### Vittorie (24)
| Legenda         |
| Challenger (18) |
| Futures (6)     |

| Nº  | Data              | Torneo                                       | Superficie    | Avversario in finale | Punteggio        |
| 1.  | 18 agosto, 2007   | Trofeo Manta Open, Manta                     | Cemento       | Eduardo Schwank      | 6-4, 6-2         |
| 2.  | 9 marzo, 2008     | All Japan Indoor Championships, Kyoto        | Sintetico (i) | Matthias Bachinger   | 7–6(0), 2-6, 6-4 |
| 3.  | 20 aprile, 2008   | Busan Open Challenger, Pusan                 | Cemento       | Lu Yen-hsun          | 6-2, RET.        |
| 4.  | 24 maggio, 2008   | New Delhi Challenger 2, Nuova Delhi          | Cemento       | Lu Yen-hsun          | 6-3, 3-6, 6-4    |
| 5.  | 30 novembre, 2008 | Toyota Challenger, Toyota                    | Sintetico (i) | Hyung-Taik Lee       | 6-2, 7–6(7)      |
| 6.  | 18 ottobre, 2009  | Tiburon Challenger, Tiburon                  | Cemento       | Ilija Bozoljac       | 3-6, 6-3, 6-2    |
| 7.  | 1º maggio, 2010   | Trofeo Manta Open, Manta                     | Cemento       | Ryler DeHeart        | 7–6(5), 6-2      |
| 8.  | 27 marzo, 2011    | Green World ATP Challenger, Pingguo          | Cemento       | Matthias Bachinger   | 6-4, 7-5         |
| 9.  | 31 luglio, 2011   | Wuhai Challenger, Wuhai                      | Cemento       | Raven Klaasen        | 7-5, 6-4         |
| 10. | 29 gennaio, 2012  | Honolulu Challenger, Honolulu                | Cemento       | Robby Ginepri        | 6-3, 7–6(5)      |
| 11. | 18 marzo, 2012    | Green World ATP Challenger, Pingguo          | Cemento       | Malek Jaziri         | 6-1, 3-6, 7-5    |
| 12. | 29 aprile, 2012   | Kaohsiung Cup, Kaohsiung                     | Sintetico (i) | Tatsuma Itō          | 6-3, 6-0         |
| 13. | 27 gennaio, 2013  | Maui Challenger, Maui                        | Cemento       | Miša Zverev          | 7-5, 7-5         |
| 14. | 18 maggio, 2014   | Busan Open Challenger, Pusan                 | Cemento       | Jimmy Wang           | 6-3, 7–6(5)      |
| 15. | 29 giugno, 2014   | ATP Challenger China International, Nanchang | Cemento       | Blaž Kavčič          | 6-3, 2-6, 7–6(3) |
| 16. | 23 novembre, 2014 | Toyota Challenger, Toyota                    | Sintetico (i) | Tatsuma Itō          | 6-4, 7-5         |
| 17. | 17 maggio 2015    | Seoul Open Challenger, Seul                  | Cemento       | Chung Hyeon          | 3-6, 6-3, 6-3    |
| 18. | 16 luglio 2016    | Winnipeg Challenger, Winnipeg                | Cemento       | Blaž Kavčič          | 6(4)–7, 6–4, 6–2 |

#### Doppio

##### Vittorie (2)
| Legenda        |
| Challenger (1) |
| Futures (1)    |

| Nº | Data              | Torneo                    | Superficie | Compagno     | Avversari in finale               | Punteggio        |
| 1. | 25 novembre, 2007 | Keio Challenger, Yokohama | Cemento    | Hiroki Kondo | Satoshi Iwabuchi Toshihide Matsui | 6–7, 6–3, [11–9] |